# Verbindliche Auskunft
Die verbindliche Auskunft ist eine deutsche Regelung in § 89 Abgabenordnung (AO) über Auskünfte im Steuerrecht, insbesondere der Steuerbehörde gegenüber dem Steuerpflichtigen.

## Grundlagen

### Anwendungsbereich, Regelungsumfeld und -entwicklung
Bei Gesetzen als abstrakt-generellen Regelungen kann im Einzelfall unklar bleiben, wie eine Norm zu verstehen ist. Um Planungssicherheit im Einzelfall zu erhalten, kann die Finanzbehörde eine verbindliche Auskunft erteilen. Die verbindliche Auskunft ist eine Zusageregelung im allgemeinen Steuerverfahrensrecht. Daneben existieren im Steuerrecht die verbindliche Zolltarifauskunft (Art. 12 Zollkodex), die Lohnsteuer-Anrufungsauskunft (§ 42e EStG), die verbindliche Zusage nach einer Außenprüfung (§§ 204 ff. AO) und die in Verwaltungsvorschriften geregelte Vorabzusage über Verrechnungspreise. Die verbindliche Auskunft ist dem eigentlichen Besteuerungsverfahren vorgelagert. Demnach ergibt sich folgender Zeitablauf:
1. Planungsüberlegungen des Steuerpflichtigen
2. Zusageantrag und Zusageerteilung
3. Sachverhaltsverwirklichung
4. Besteuerungsverfahren (Festsetzung bzw. Feststellung durch Steuerbescheid)

Eine allgemeine Regelung existierte lange nicht, war jedoch von der Rechtsprechung und von der Finanzverwaltung anerkannt. Im Rahmen des Föderalismusreform-Begleitgesetzes wurde in § 89 Abs. 2 AO eine gesetzliche Regelung über die Möglichkeit der Einholung verbindlicher Auskünfte im Besteuerungsverfahren geschaffen. Nach § 89 Abs. 2 Satz 1 AO können die Finanzämter und das Bundeszentralamt für Steuern auf Antrag verbindliche Auskünfte über die steuerliche Beurteilung von genau bestimmten, noch nicht verwirklichten Sachverhalten erteilen, wenn daran im Hinblick auf die erheblichen steuerlichen Auswirkungen ein besonderes Interesse besteht.

### Zum Begriff "verbindliche Auskunft"
Viele ähnliche steuerrechtliche Regelungen verwenden den Begriff "verbindliche Auskunft", obwohl in der verwaltungsrechtlichen Terminologie der Begriff "Zusicherung" präziser ist (vgl. § 38 VwVfG). Letzterer beschreibt nämlich besser, dass die entscheidende Funktion der Bindungswille der Behörde (Willenserklärung) und nicht eine bloße Auskunft (Wissenserklärung) ist.

### Verfassungsrechtliche Bezüge
Die verbindliche Auskunft ist eng mit dem verfassungsrechtlichen Vertrauensschutzprinzip verknüpft. Dieses soll u. a. staatliches Handeln vorhersehbar machen und vermittelt dadurch einen Anspruch auf Planbarkeit, welchen die Finanzbehörde durch verbindliche Auskünfte erfüllt.

## Antrag und Erteilung
Die Antrags- und Erteilungsvoraussetzungen ergeben sich aus § 89 Abs. 2 AO sowie der Steuer-Auskunftsverordnung (StAuskV). Verwaltungsanweisungen finden sich im Anwendungserlass zur Abgabenordnung.

### Antragsvoraussetzungen
Die Auskunft muss für die eigenen Steuerangelegenheiten des Antragstellers begehrt werden oder ein Fall von § 1 Abs. 2 oder Abs. 3 StAuskV vorliegen. Der Antragsteller ist genau zu bezeichnen (vgl. § 1 StAuskV). Die Auskunft muss sich auf einen bestimmten zukünftigen Sachverhalt beziehen. Verbindliche Auskünfte sind also nicht zur Klärung abstrakter Rechtsfragen, bloßer Sachverhaltsunsicherheiten ("tatsächliche Verständigung") oder zur rechtlichen Würdigung bereits verwirklichter Sachverhalte zulässig. Ob verbindliche Auskünfte zu alternativen Sachverhaltsgestaltungen zulässig sind, ist umstritten. Der Antragsteller muss ein besonderes Interesse an der Auskunft haben und darlegen. Im Kern muss hier eine rechtliche Unsicherheit mit erheblichen steuerlichen Auswirkungen im konkreten Einzelfall dargelegt werden. Der Antrag muss schriftlich bei der zuständigen Finanzbehörde eingereicht werden und alle Angaben und weitere Erklärungen gemäß § 1 StAuskV beinhalten.

### Erteilung
Die Erteilung der verbindlichen Auskunft steht im Ermessen der Finanzbehörde. Demnach kann die Entscheidung des Finanzamts gerichtlich nur auf Ermessensfehler überprüft werden, § 102 FGO; die Verwaltungsanweisungen des Anwendungserlasses zur Abgabenordnung sind nur ermessenskonkretisierende Vorschriften.
Die Auskunft muss von der sachlich und örtlich zuständigen Finanzbehörde erteilt werden. In besonderen Fällen ist das Bundeszentralamt für Steuern, in den meisten Fällen das örtliche Veranlagungsfinanzamt zuständig. Die Auskunft wird schriftlich erteilt. Sie soll innerhalb von sechs Monaten erteilt werden. Die Finanzbehörde kann entweder den Antrag ablehnen ("abgelehnte Zusage"), der Rechtsauffassung des Antragstellers folgen ("positive Zusage") oder von dessen Rechtsauffassung ganz oder teilweise abweichen ("negative Zusage").

## Wirkungen
Die verbindliche Auskunft ist ein Verwaltungsakt und bewirkt eine einseitige Bindung der Finanzbehörde: Wenn der Antragsteller den Sachverhalt wie beschrieben verwirklicht, dann muss die Finanzbehörde die zugesagte Rechtsauffassung im Steuerbescheid umsetzen. Als Verwaltungsakte sind auch rechtswidrige Auskünfte grundsätzlich wirksam (§ 124 AO), sofern sie nicht nichtig sind. Neben den Nichtigkeitsgründen in § 125 AO regelt § 2 Abs. 1 Satz 2 StAuskV, dass rechtswidrige Auskünfte zuungunsten des Steuerpflichtigen stets nichtig sind.
Bei der Reichweite sind personelle, sachliche, zeitliche und verfahrensrechtliche Bindung zu unterscheiden: Die verbindliche Auskunft bindet nur zwischen Finanzbehörde und Antragsteller (§ 2 Abs. 1 Satz 1 StAuskV, § 124 Abs. 1 AO). In sachlicher Hinsicht bindet die Auskunft nur bei Identität von vorgetragenem und verwirklichtem Sachverhalt (clausula rebus sic stantibus) und Identität von Rechtslage zum Erteilungszeitpunkt und Verwirklichungszeitpunkt (clausula legibus sic stantibus). Zeitlich gilt die verbindliche Auskunft grundsätzlich unbefristet, die Finanzbehörde kann aber eine Befristung aufnehmen. Verfahrensrechtlich bindet die verbindliche Auskunft nur für die späteren Steuerbescheide.
Wie bei anderen Verwaltungsakten wird die Bestandskraft durch Korrekturvorschriften eingeschränkt: Neben einer Korrektur gemäß § 129 bis § 131 AO regelt § 2 Abs. 3 StAuskV erweiterte Korrekturmöglichkeiten für rechtswidrige begünstigende Auskünfte.

## Gebührenpflicht
Verbindliche Auskünfte sind gemäß § 89 Abs. 3 bis 7 AO gebührenpflichtig (Zusagegebühr). Die Gebühr gilt sowohl für die Bearbeitung des Antrages (Bearbeitungsgebühr), als auch für die Erteilung der Auskunft (Erteilungsgebühr). Vorrangig wird die Gebühr über den Gegenstandswert berechnet, subsidiär als Zeitgebühr. Mit Urteil vom 30. März 2011 hat der Bundesfinanzhof entschieden, dass die Berechnung von Gebühren für verbindliche Auskünfte nicht verfassungswidrig ist.
Die Behörde kann gem.  § 89 Abs. 7 Satz 1 AO aus Billigkeitsgründen ganz oder teilweise auf die Gebühr verzichten. Eine Ermäßigung kommt insbesondere in Betracht, wenn der Antrag auf Erteilung der Auskunft vor Bekanntgabe der Entscheidung zurückgenommen wird,  § 89 Abs 7 Satz 2 AO. Allerdings führt nach dem Bundesfinanzhof die Rücknahme des Antrags nicht zu einer Ermessensreduzierung auf Null in der Weise, dass die Ermäßigung nach den Maßgaben einer Zeitgebühr auszurichten ist.